# Raúl Moreno Artalejo
Raúl Moreno Artalejo (Madrid, España, 21 de noviembre de 1979), más conocido futbolísticamente como Raúl Moreno, es un exfutbolista español.

## Trayectoria
Es un portero formado en las categorías inferiores del Valencia CF. Llegó al CD Leganés, donde se convirtió en la referencia en la portería y fue el capitán del equipo pepinero. En 2010 firmó con la AD Alcorcón para debutar en la Segunda División.
El 28 de julio de 2010 la Dirección deportiva del C. D. Leganés cerró en la noche de antes la salida de Raúl Moreno a la A.D. Alcorcón.
El 30 de octubre es presentado como nuevo portero de la Unión Deportiva Salamanca hasta final de la temporada 2012/2013. Es incorporado por la falta de porteros por la lesión muscular de Mario Villoria.
Tras la desaparición de la Unión Deportiva Salamanca se va a la SD Ponferadina. En verano de 2014 el guardameta se convirtió en el tercer fichaje de La Hoya Lorca.
En junio de 2015 se hace oficial su fichaje por el Mérida Asociación Deportiva, en la vuelta del club de la capital extremeña a la Segunda B.

## Clubes
| Club              | País   | Años       |
| ----------------- | ------ | ---------- |
| CF Fuenlabrada    | España | 1998-2001  |
| Valencia Mestalla | España | 2001-2004  |
| Cultural Leonesa  | España | 2004-2005  |
| CD Leganés        | España | 2005-2010  |
| AD Alcorcón       | España | 2010-2012  |
| UD Salamanca      | España | 2012-2013  |
| SD Ponferradina   | España | 2013-2014  |
| La Hoya Lorca     | España | 2014- 2015 |
| Mérida AD         | España | 2015- 2016 |